# مکزیک در جام جهانی فوتبال

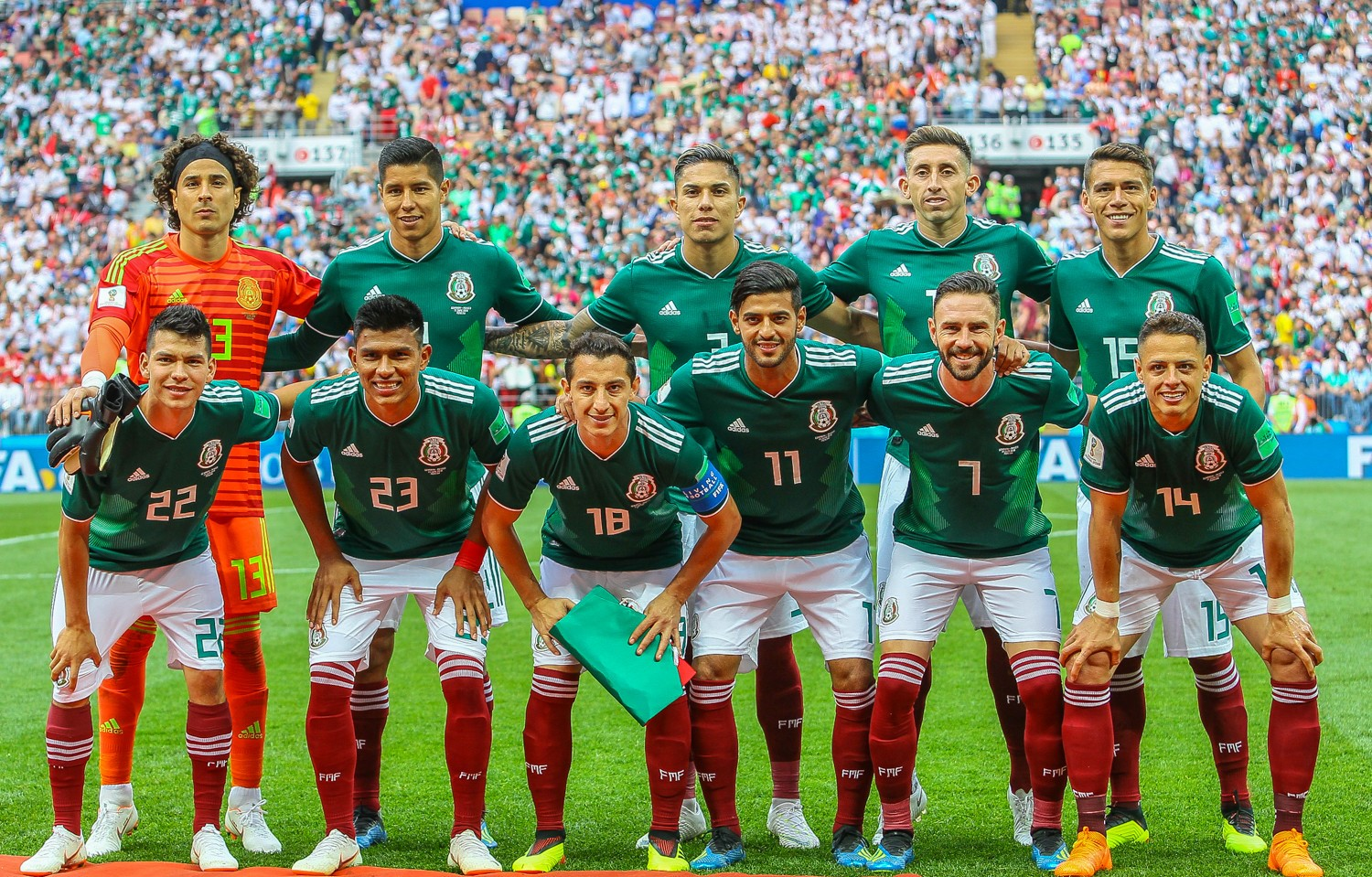
تیم ملی مکزیک در جام جهانی فوتبال ۲۰۱۸ روسیه

این صفحه به نتایج تیم ملی فوتبال مکزیک در جام‌های جهانی اختصاص دارد. جام جهانی مهم‌ترین رویداد فوتبالی در سطح بین‌المللی است که اولین بار در سال ۱۹۳۰ میلادی برگزار شد و از آن پس هر چهار سال یک بار برگزار شده‌است (غیر از سال‌های ۱۹۴۲ و ۱۹۴۶ به خاطر جنگ جهانی دوم).
مکزیک از اولین دورهٔ جام جهانی در ۱۹۳۰ در این مسابقات شرکت داشته و تا کنون مجموعا در ۱۶ دورهٔ این مسابقات حضور داشته‌است؛ اما موفق به حضور در سه دورهٔ ۱۹۳۴ (ایتالیا)، ۱۹۷۴ (آلمان غربی) و ۱۹۸۲ (اسپانیا۹ نشده‌است؛ و همچنین از حضور در مسابقات ۱۹۳۸ (فرانسه) انصراف داد. همچنین فیفا مکزیک را بعد از به خدمت گرفتن بازیکنانی با سنین غیرقانونی در دور انتخابی المپیک ۱۹۸۸ که مسابقات مخصوص جوانان بود، از حضور در جام جهانی ۱۹۹۰ (ایتالیا) محروم کرد.
این مسابقات از دو بخش تشکیل شده‌است. دور انتخابی و دور نهایی (که به‌طور رسمی جام جهانی نامیده می‌شود). در دور انتخابی (که درحال حاضر سه سال پیش از شروع جام شروع می‌شود) مشخص می‌گردد که چه تیم‌هایی جواز حضور در جام جهانی را بدست میآورند. شکل کنونی جام به صورت ۳۲ تیمی است که برای بدست آوردن عنوان قهرمانی در ورزشگاه‌های کشور (یا کشورهای) میزبان و در بازهٔ زمانی تقریباً یک ماه رقابت می‌کنند. جام جهانی پربیننده‌ترین رویداد ورزشی جهان است و تخمین زده شده ۷۱۵/۱ میلیون نفر رقابت‌های جام جهانی ۲۰۰۶ را تماشا کرده‌اند. در سال ۲۰۱۸، مکزیک یکی از بزرگ‌ترین شگفتی‌های جام را با شکست ۱–۰ آلمان مدافع عنوان قهرمانی در بازی افتتاحیه جام جهانی رقم زد. در کنار برزیل، مکزیک رکورد بیشترین حضور در دور دوم جام را در اختیار دارد.
رافائل مارکز رکورد دار حضور در جام جهانی در مکزیک است و یکی از سه نفری است که درپنج دوره مسابقات حضور داشته.